# 1890 en Belgique
Chronologie de la Belgique
- 1886
- 1887
- 1888
- 1889
- 1890
- 1891
- 1892
- 1893
- 1894

Cette page recense des événements qui se sont produits durant l'année 1890 en Belgique.

## Chronologie
- 1er janvier : pendant la réception du nouvel an, le château de Laeken est victime d'un violent incendie, qui cause des dommages considérables : l'aile nord et la coupole sont dévastées[1].
- 2 juillet : fin de la conférence internationale anti-esclavagiste de 1889–1890, conclue par l'adoption de la convention de Bruxelles pour l'interdiction de la traite et de l'esclavage en Afrique.
- Juillet 1890 : fondation du Belgische Boerenbond (« Ligue des paysans belges »)[2].
- 4 août : loi approuvant une convention de prêt de 25 millions de francs sur dix ans entre la Belgique et l'État indépendant du Congo. La convention prévoit que la Belgique puisse annexer le Congo si celui-ci n'a pas remboursé ses dettes au terme des dix ans[3].
- 10 août :
  - Manifestation pour l'instauration du suffrage universel à Bruxelles[4].
  - Le roi Léopold II reçoit un télégramme de la part du Parti ouvrier belge (POB) :

« Pour information : vous avez demandé le mot d'ordre du pays. Ce mot d'ordre a été donné aujourd'hui. C'est : le suffrage universel. Pour les manifestants du 10 août. Le Conseil général du Parti ouvrier. »
- 11 août : inauguration du nouveau bâtiment du Musée royal des beaux-arts d'Anvers[5].

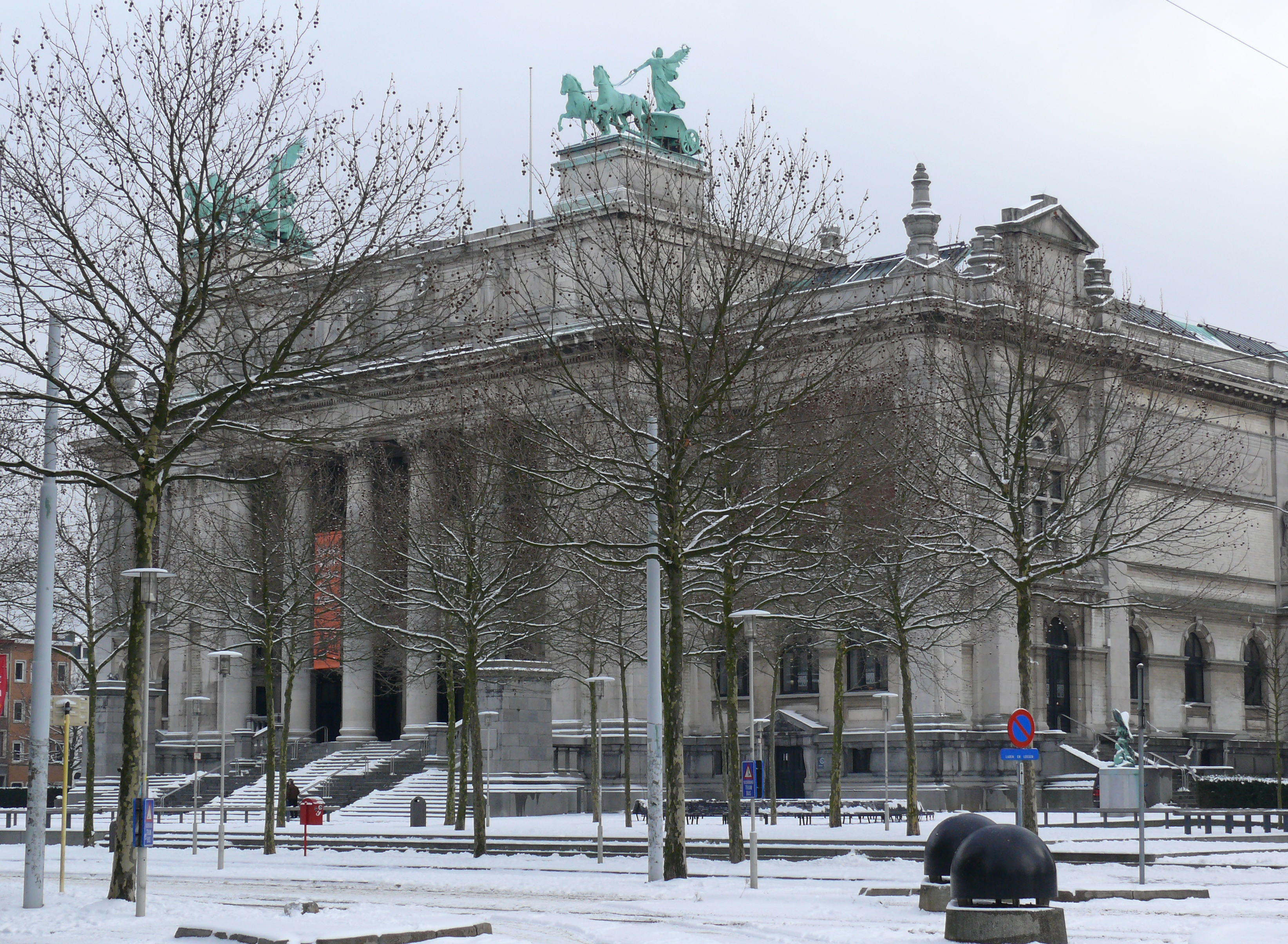
Le Musée royal des beaux-arts d'Anvers.

- 14 septembre : congrès du POB. Les socialistes annoncent qu'une grève générale sera entamée si le Parlement refuse une révision de la Constitution[6].
- 10 novembre : nouvelle manifestation pour l'instauration du suffrage universel. Cent-cinquante délégués du POB sont reçus par le bourgmestre libéral Charles Buls et le député libéral Paul Janson à l'hôtel de ville de Bruxelles[7].
- 17 novembre : le député Paul Janson introduit un projet de loi permettant une révision de la Constitution[7].
- Décembre 1890 : fondation de la « Ligue ouvrière antisocialiste » à Gand[2].

## Culture

### Arts
- 18 janvier - 28 février : ouverture à Bruxelles du septième Salon des XX[8].
- 15 septembre - 16 novembre : ouverture du Salon de Bruxelles de 1890[9].

### Architecture

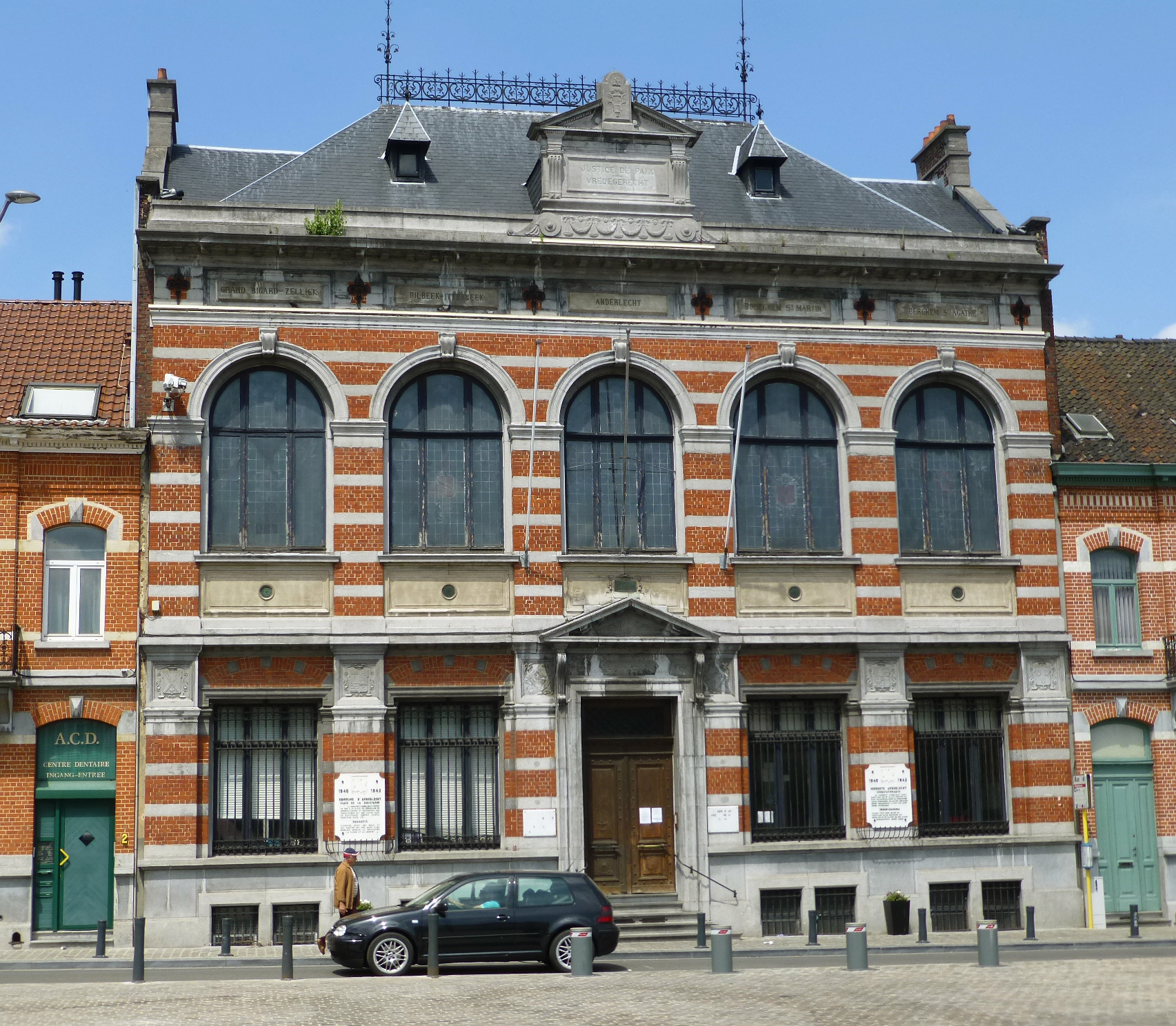
Justice de Paix d'Anderlecht

### Littérature
- Insurgée, roman de Marguerite Van de Wiele[10].
- L'Intruse, pièce de théâtre de Maurice Maeterlinck[11].

### Musique
- Trio pour piano, violon et violoncelle de Guillaume Lekeu.

### Peinture

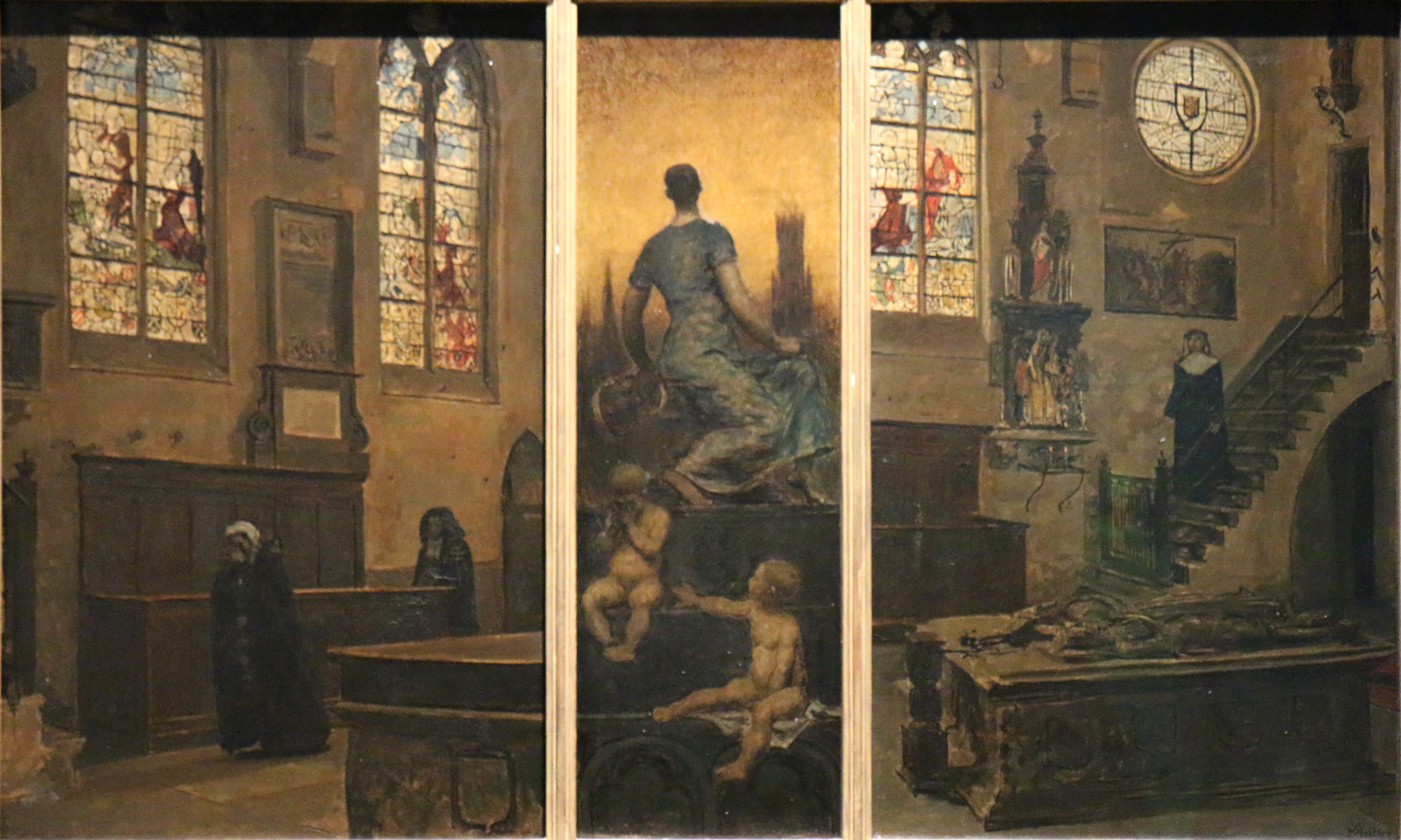
Bruges (triptyque de Xavier Mellery)
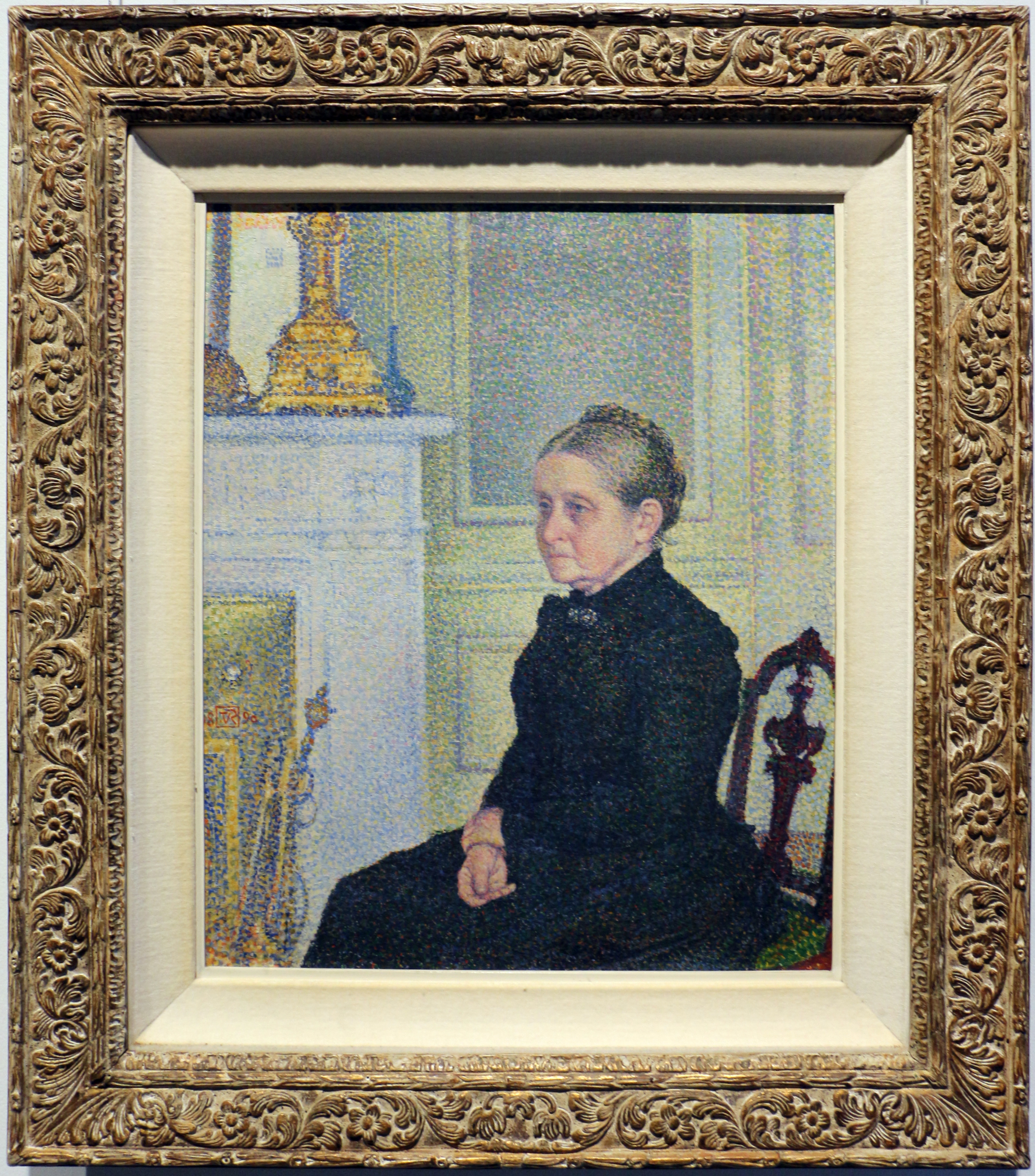
Portrait de Madame Maus (Théo van Rysselberghe)
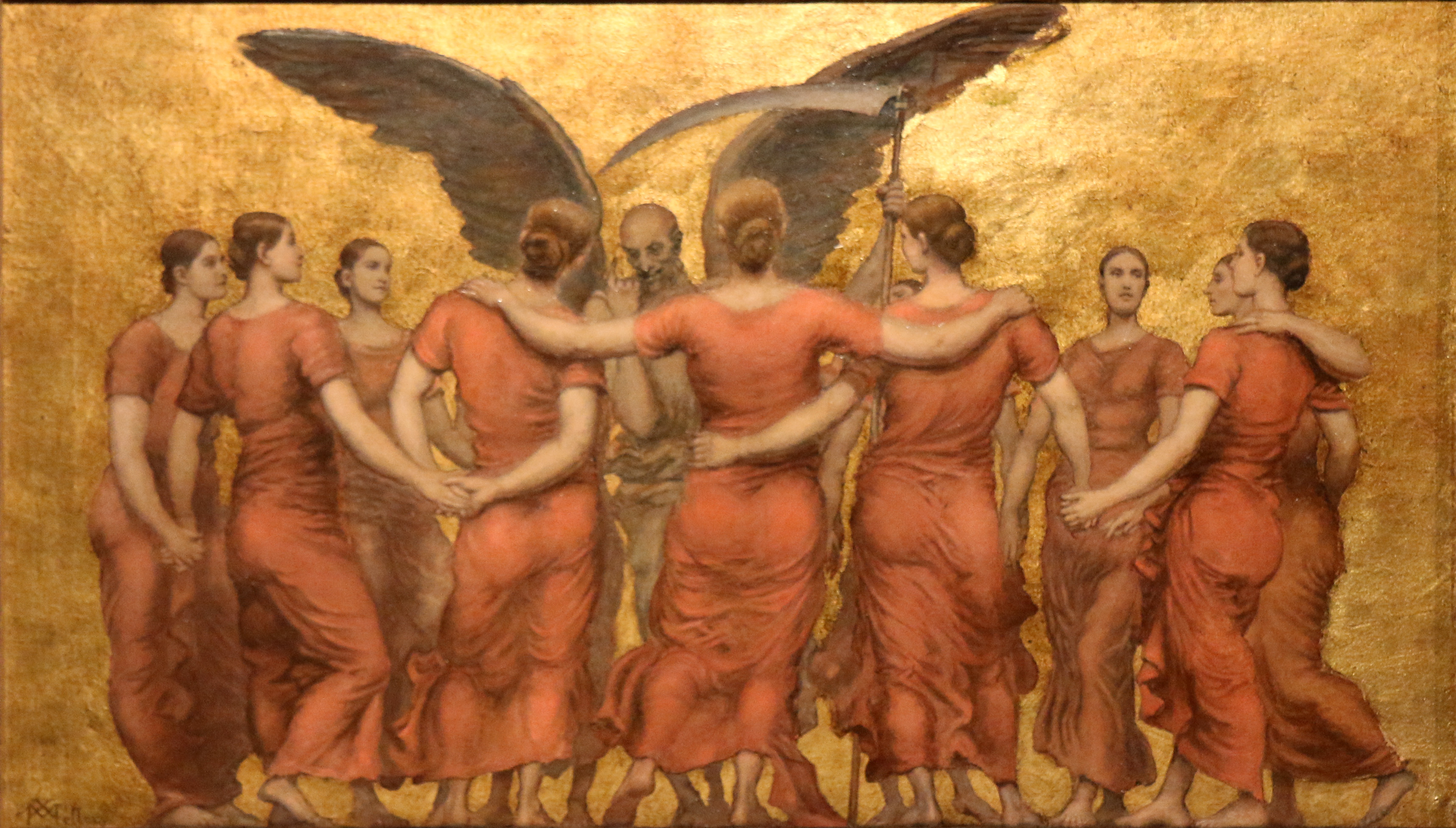
La Ronde des heures (Xavier Mellery)
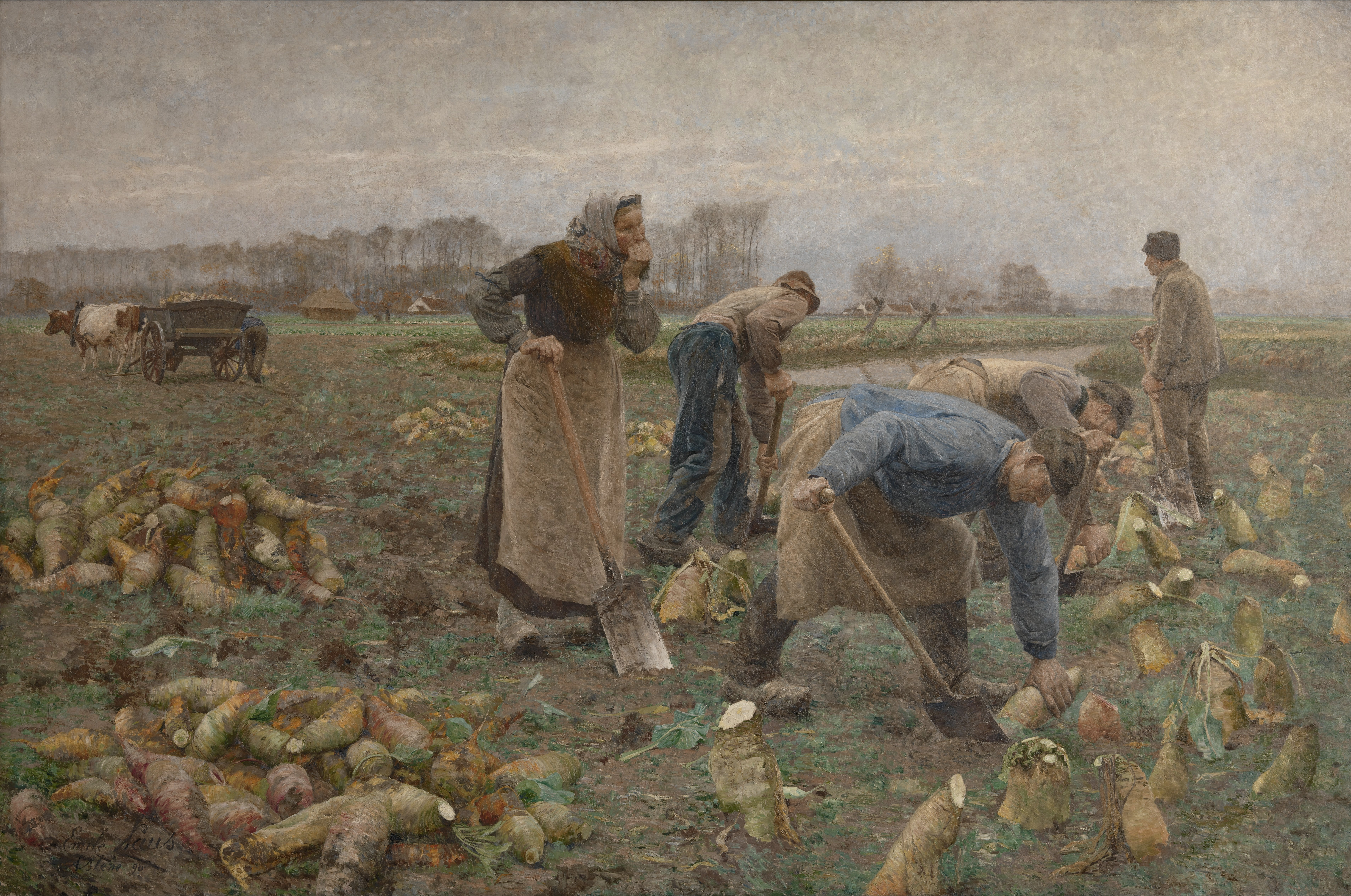
La Récolte des betteraves (Émile Claus)
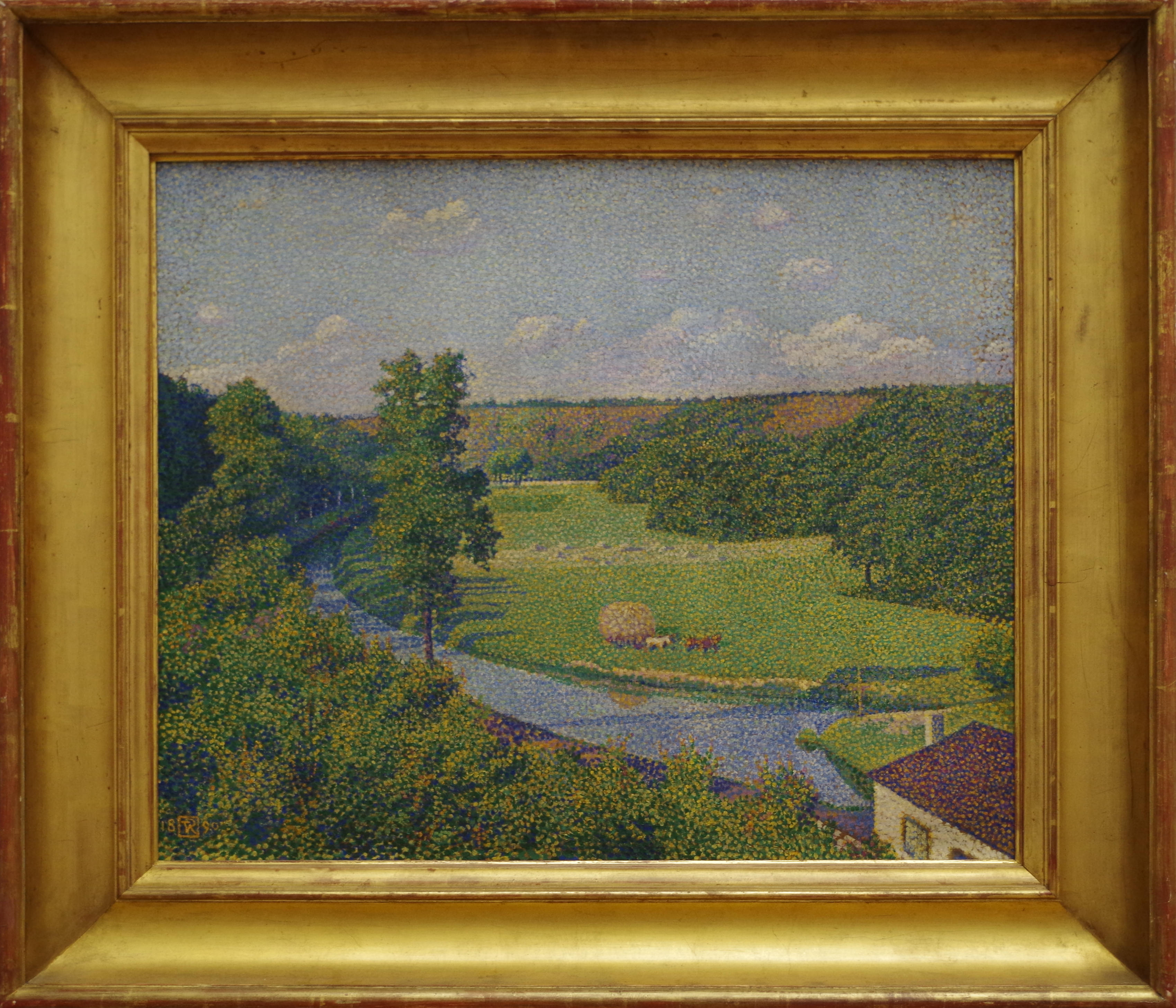
La Vallée de la Sambre (Théo van Rysselberghe)

## Naissances
- 1er janvier : Alphonse Six, joueur de football († 19 août 1914).
- 15 février : Hector Heusghem, coureur cycliste († 29 mars 1982).
- 26 mars : André Hallet, peintre († 18 avril 1959).
- 5 mai : Léon Vanderstuyft, coureur cycliste († 26 février 1964).
- 19 mai : Victor Fastre, coureur cycliste († 12 septembre 1914).
- 10 juin : François Bovesse, homme politique († 1er février 1944).
- 12 août : Arthur Wauters, homme politique († 13 octobre 1960).
- 24 septembre : Alfred Servais, Résistant belge († 2 juin 1943).
- 22 novembre : Jean-Jacques Gailliard, peintre († 17 avril 1976).
- 28 novembre : Camille Barthélemy, peintre et graveur († 12 janvier 1961).
- 27 décembre : Jean Rossius, coureur cycliste († 2 mai 1966).

## Décès
- 4 mars : Eudore Pirmez, industriel et homme politique (° 4 septembre 1830).
- 6 mai : Hubert Léonard, violoniste et compositeur (° 7 avril 1819).
- 5 juillet : Pierre Van Humbeeck, homme politique (° 17 mai 1829).
- 6 juillet : Ferdinand Marinus, peintre (° 20 août 1808).
- 8 novembre : César Franck, compositeur (° 10 décembre 1822), mort à Paris.
- 13 décembre : Alexandre Robert, peintre et portraitiste (° 27 février 1817).
- 19 décembre : César De Paepe, homme politique (° 12 juillet 1841).

## Statistiques
- Population totale au 31 décembre 1890 : 6 069 321 habitants[12].